# 龔占鼇
龔占鼇（？年—1888年），字步雲，四川鄰水縣高灘場寶家樓人，清代將領，曾參加平定髮逆、平定台灣基隆生番、滬尾抗法。以軍功歷任松潘都司、游擊、副將、總兵、記名簡放提督、汀州鎮總兵。
台灣抗法時，其臨時制濕泥炮台，法國兵1000餘炮而不能炸毀，因此大捷。
咸豐十年（1860年）庚申三月，以克復杭州，賞巴圖魯名號。
光緒十年（1884年），以在台灣滬尾抗法，衝鋒陷陣，卓著戰功，賞穿黃馬褂。
光緒十四年（1888年），積勞病故。照軍營立功後病故例優卹。